# 울산우편집중국
울산우편집중국(蔚山郵便集中局)은 대한민국 우정사업본부 부산지방우정청 소속의 우편집중국이다. 울산광역시 북구 진장동에 있다. 2007년 8월 1일에 개국했다.

## 관할구역
- 울산광역시, 양산시, 부산광역시(기장군, 해운대구)

## 조직
물류총괄과
-물류총괄팀
-소포발착팀
-통상우편팀
-접수팀
지원기술과
-지원총괄팀
-기계설비팀
노무실